# Fleury-Marius Seive
 (janvier 2015).
Si vous disposez d'ouvrages ou d'articles de référence ou si vous connaissez des sites web de qualité traitant du thème abordé ici, merci de compléter l'article en donnant les références utiles à sa vérifiabilité et en les liant à la section « Notes et références ».
Fleury-Marius Seive, né le 17 mai 1896 dans le 1er arrondissement de Lyon, ville où il est mort le 15 mai 1972 dans le 3e arrondissement, est un aviateur, photographe, géographe et résistant français.

## Biographie

### Première Guerre mondiale
Le 3 janvier 1915, il s'engage volontairement dans le 99e régiment d’infanterie, en garnison à Lyon. Il devient aspirant, 1er septembre 1915. Puis sous-lieutenant en 1917. En 1918, il entre à l'École de l’air, puis à l'École militaire de Saint-Cyr de 1919 à 1920, promotion des Croix de guerre 1914-1918. Il est affecté à la base de Lyon-Bron, dans le 35e régiment d’aviation, en 1921. D’abord observateur, il est chargé ensuite de missions de photographies aériennes pour le service géographique de l’Armée, dans la région de Nîmes, en 1922. En 1924, il obtient le Brevet militaire de pilote.

### Carrière de photographe et d'aviateur
Il collabore avec des géographes intéressés par les possibilités de la photographie aérienne, notamment Raoul Blanchard, directeur de l’Institut de Géographie Alpine, l'ouvrage, Les Alpes à vol d’oiseau,, reçoit le Prix littéraire des Alpes françaises, et le professeur de géographie régionale à l’université de Lyon, André Cholley (Atlas photographique du Rhône, 1932). Il est d'ailleurs membre de la Commission des études rhodaniennes dont André Cholley est le secrétaire général.
On lui doit les premiers plans photographiques aériens de Lyon.
Il obtient son Certificat d’aptitude aux fonctions de commandant d’avion en juillet 1936. Il se met à la disposition du service technique et des recherches scientifiques de l’Aéronautique en 1936. Après la déclaration de guerre, en 1939, le lieutenant-colonel Seive connaît plusieurs affectations. Il est directeur de la base aérienne de Lyon-Bron de 1941 à 1942. À la suite de l’invasion de la « zone libre », il demande son congé du personnel navigant.

### Durant la Seconde Guerre mondiale
Membre du réseau de Résistance Air, il est arrêté le 20 juillet 1943 et incarcéré à la prison Montluc. Transféré à Fresnes, il est finalement libéré. En septembre 1944, il réintègre l’Armée et est nommé commandant de la subdivision aérienne de Lyon. En 1945, il publieses souvenirs de prisonnier : De Montluc à Fresnes. Il est mis en congé définitif du personnel navigant, avec le grade de Général de brigade aérienne du cadre de réserve, le 1er novembre 1946.

### Décès et inhumation
Marius-Fleury Seive est enterré dans l'ancien cimetière de Villeurbanne.

## Fonctions électives et décorations
- Président de la Société de Géographie de Lyon, 1954.
- Conseiller municipal de Lyon, 26 avril 1953-1971. Adjoint au maire pour le 3e arrondissement, 1959-1971. Adjoint chargé des Beaux-Arts, 1959-1965.
- Croix de guerre, 1914-1918 et 1939-1945. Croix en or du mérite polonais, 1930. Commandeur de la Légion d’honneur, 1948. Commandeur des Palmes académiques.